# Lies de Wind
Elise (Lies) de Wind (Amsterdam, 28 januari 1920 - aldaar, 13 december 2002) was een Nederlandse actrice.
Lies speelde mee in series als Swiebertje, Spijkerhoek en Medisch Centrum West.
Ze was ook te horen als voice-over in documentaires en natuurfilms. Ze was ook vertaler uit het Frans, Duits en Engels en ze had een kookrubriek in de Haagse Courant.
Lies de Wind was de moeder van Martijn Lindenberg, jarenlang regisseur van Studio Sport.

## Rollen
- Vadertje Langbeen - Ina Donkers (1938)
- De Spooktrein - Mieke (1939)
- Het concert - Jennie (1959)
- Tweesprong - Greta (1963)
- Swiebertje - Cornelia Bromsnor (1970-1971)
- Kunt u mij de weg naar Hamelen vertellen, mijnheer? - Hofdame Katharina (1972)
- Zonder angst of haat - Henriette Guillon (hoorspel van 1977)
- Mata Hari - Anna - 1981
- De Poppenkraam - Winkeldame (1982-1985)
- De Brekers - Truusje (1986)
- Medisch Centrum West - Moeder Bakker (1989)
- Spijkerhoek - Margit Verlinden (afl. 27-35, 1990)
- Goede tijden, slechte tijden - Mevrouw Vogelaar, waarzegster (1991)
- Prettig geregeld - Mollie (1991)
- Onderweg naar Morgen - Zuster Hèlena (1994)
- 101 Dalmatiërs - stem van Nanny (1995)
- Zonder Ernst - Machteld Huizinga  (1996)